# Steinkarl Spitze
Steinkarl Spitze är en bergstopp i Österrike.   Den ligger i förbundslandet Kärnten, i den västra delen av landet, 400 km väster om huvudstaden Wien. Toppen på Steinkarl Spitze är 1 830 meter över havet.
Terrängen runt Steinkarl Spitze är huvudsakligen bergig, men norrut är den kuperad. Närmaste större samhälle är Hall in Tirol, 20,0 km söder om Steinkarl Spitze. 
Trakten runt Steinkarl Spitze består i huvudsak av gräsmarker. Runt Steinkarl Spitze är det ganska tätbefolkat, med 166 invånare per kvadratkilometer.